# Herb Jędrzejowa
Herb Jędrzejowa – jeden z symboli miasta Jędrzejów i gminy Jędrzejów w postaci herbu. 

## Wygląd i symbolika
Herb przedstawia na czerwonej tarczy strzałę barwy srebrnej, ułożoną grotem ku górze, dwa razy przekrzyżowaną.
Herb nawiązuje do herbu szlacheckiego Lis, którym pieczętowali się Gryfitowie, założyciele miasta. 

## Historia
Wizerunek herbowy oparty jest na pieczęci miejskiej z XV/XVI wieku. Herb został nadany miastu klasztornemu prawdopodobnie przez Jakuba Michowskiego, jednego z późniejszych opatów.